# Perizoma

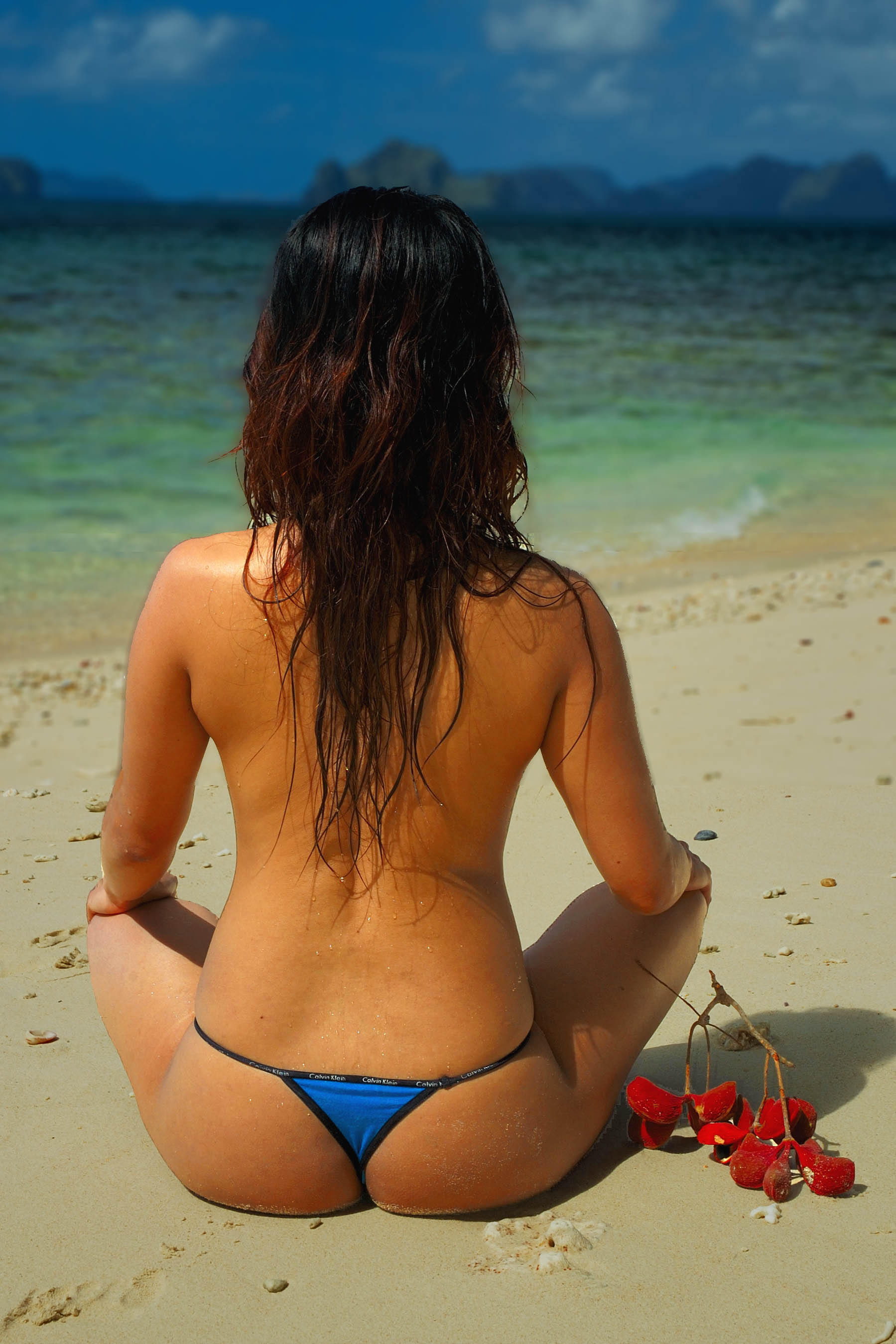
Una donna con perizoma per il mare (modello "string").

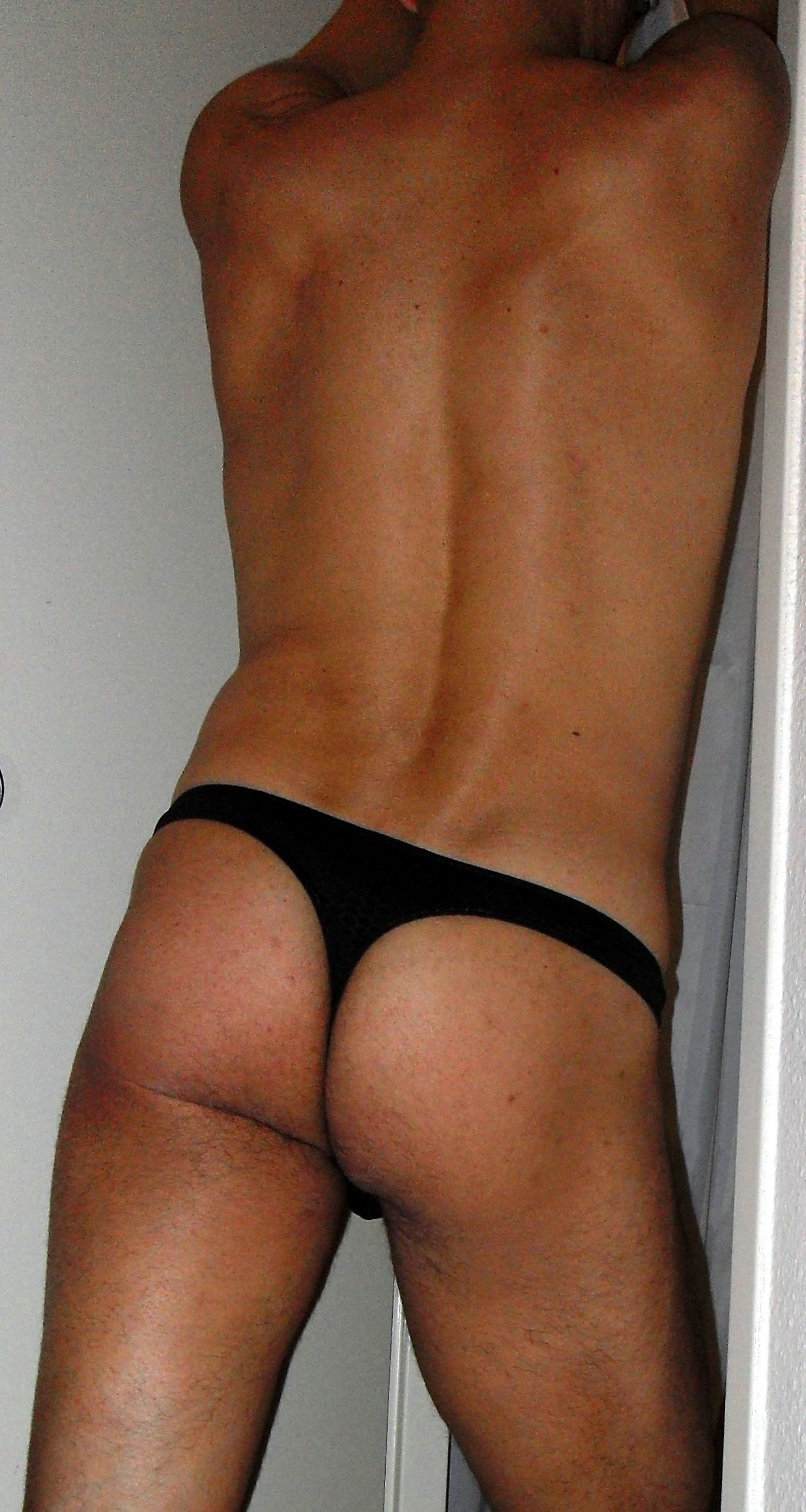
Un uomo con un classico perizoma.

Per perizoma s'intende un indumento usato dalle popolazioni primitive per coprire i genitali, ma anche un tipo moderno di biancheria intima o di costume da bagno sia in versione femminile sia in versione maschile. Esso è costituito da un pannello di stoffa ridotto sul davanti, mentre sul retro assume diverse forme (striscioline o triangoli di stoffa, elastici, cordoncini) che lasciano scoperti i glutei; spesso viene confuso col tanga, che invece è molto meno coprente dato che il perizoma, al contrario del tanga, è composto, nella parte posteriore, da un pannello di tessuto molto più grande. Nel gergo comune i due significati talvolta si sovrappongono: alcuni ritengono che le differenze tra i due capi d'abbigliamento siano minime e non giustifichino l'uso di due parole diverse.

## Storia
La parola deriva dal greco perì-zoma (dal verbo perizonnymi cingere attorno, composto a sua volta da perì "attorno" e zonnymi "cingere"), che indica una fascia che cingeva i fianchi e scendeva fino a coprire i genitali. Storicamente, capi simili ai moderni perizomi venivano usati da molte popolazioni antiche. Reperti archeologici (vasi, terrecotte, ecc.) dimostrano la diffusione del perizoma nel bacino del Mediterraneo. Nell'antico Egitto (Basso Egitto, I Dinastia) veniva usato un perizoma di cotone, spesso in abbinamento a una cintura; quello di schiavi, soldati e contadini era abbastanza semplice, più raffinato e con alcuni ornamenti quello di giudici, sacerdoti e re. A Creta, durante il periodo della civiltà minoica era indossato da atleti e acrobati, come documenta l'affresco della taurocatapsia. Nell'antica Grecia esso veniva usato dagli atleti o nei bagni termali. Fu usato dagli Etruschi e anche nell'antica Roma, dove era chiamato subligaculum. Il perizonium era una variante più semplice, realizzata con teli di lino, identico a quello che si può notare nell'iconografia cristiana nella crocifissione di Gesù. 
Esempi di diffusione del perizoma sono presenti anche in numerose tribù primitive, in particolare modelli costruiti con pelle e/o fibre vegetali.
In tempi moderni ha iniziato a diffondersi come indumento femminile alla fine degli anni settanta ed oggi è un indumento  piuttosto diffuso. Il perizoma maschile è stato introdotto all'inizio degli anni ottanta, anche se ad oggi l'uso da parte degli uomini è ancora abbastanza limitato, in Italia ancor meno che in altri paesi. Gli uomini che lo apprezzano lo scelgono per la sua praticità, perché sostiene bene l'anatomia dei genitali e anche per una valenza erotica. 

## Caratteristiche
Il perizoma è un indumento che copre i genitali, l'ano e il perineo, lasciando scoperte completamente le natiche. In inglese il perizoma indossato dalle popolazioni antiche o primitive viene chiamato loincloth. Sempre nella lingua inglese il perizoma usato oggi come indumento intimo è indicato con la parola thong, che significa sia cinturino (cinghia, laccio) sia correggia (un tipo di finimento per cavalli) o anche frustino. Un altro termine inglese per definire il perizoma, lemma che si sta diffondendo rapidamente anche in Italia, è string, il cui primo significato è corda. Con il termine string o g-string (ossia la corda del sol nel violino, quella con il calibro più grosso) si indica invece un perizoma ancora più succinto, con il pannello anteriore ridotto al minimo indispensabile per coprire il pube o solamente i genitali, mentre la parte posteriore è costituita da un cordoncino o un elastico che passa tra le natiche ricongiungendosi con il cordoncino che cinge i fianchi. Esistono diversi modelli di perizoma a seconda della forma che la corda posteriore viene a creare quando si ricongiunge con l'elastico in vita. In inglese è indicato come modello "T-back" quello in cui l'elastico che cinge la vita forma una T con quello che passa fra le natiche. Il modello chiamato "Delta back" invece ha la caratteristica di avere l'elastico che passa tra le natiche che si divide in due elastici, prima di ricongiungersi con l'elastico in vita, formando un triangolo ovvero una forma a "delta". Esiste anche un modello che ha un sottilissimo elastico in vita che dietro si incunea direttamente tra le natiche congiungendosi con un elastico che passa attraverso la zona perineale e che apparentemente non si vede (in inglese indicato come modello "Y-back"). 
Nei paesi ispanici è nato e si è diffuso uno spiritoso modo alternativo per chiamare il perizoma: filo interdentale (hilo dental in spagnolo o fio dental in portoghese), facente riferimento ovviamente alla tendenza dell'elastico posteriore a infilarsi attraverso l'incavo tra le natiche come il filo interdentale passa tra gli interstizi dei denti. In inglese viene talvolta anche usato il termine "Butt floss". In lituano è "siaurikės" ("restringere"), in turco "ipli külot" ("mutande con corda"), e in bulgaro "prashka" ( прашка ), che significa fionda. In Israele il perizoma, è chiamato Khutini ( חוטיני ), dalla parola Khut, che significa corda. Allo stesso modo, in Iran , si chiama "Shortbandi" ( شورت بندی ) ovvero slip con una corda. Un termine gergale spagnolo portoricano , usato dagli artisti Reggaeton , è gistro . Gli australiani spesso si riferiscono colloquialmente al G-string con il nome g-banger o semplicemente banger . Alcuni nomi per il perizoma fanno riferimento alla nudità delle natiche, come si vede nella parola spagnola colaless (l'origine è probabilmente collegata al termine topless ma in riferimento alla cola , termine colloquiale per il "sedere" nello spagnolo sudamericano). In cinese , il T-back è comunemente chiamato dingziku (丁字褲 / 丁字裤) che letteralmente significa mutande a 丁. In coreano, si chiama 티 팬티 ( T slip ).
Altra cosa è invece l'indumento che in italiano generalmente viene definito con il termine brasiliana, dove le natiche sono parzialmente coperte diagonalmente da due lembi di stoffa che si ricongiungono poco prima del cavallo. 

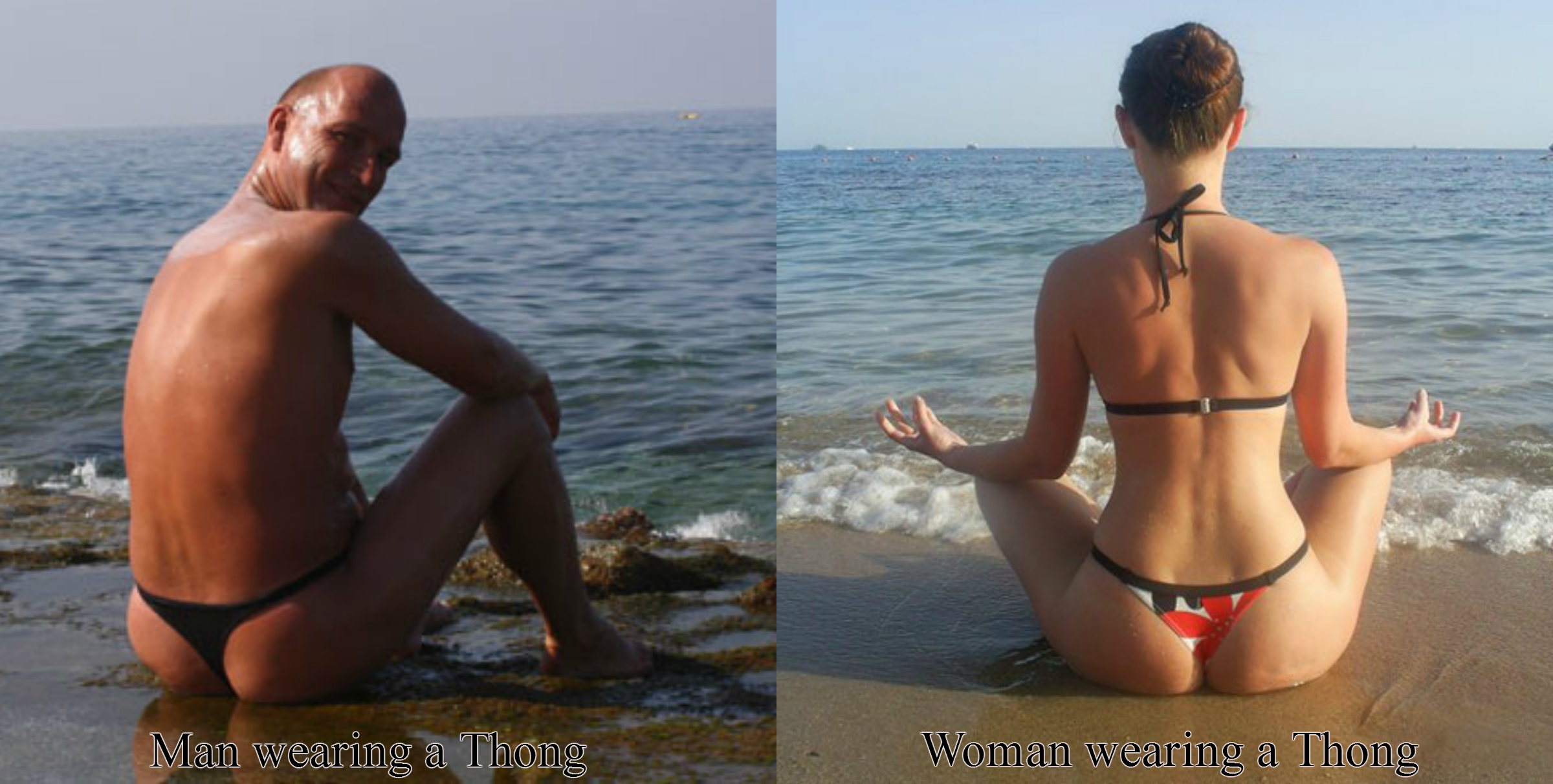
Perizoma per uomo e per donna

Nel contesto della moda moderna il perizoma non va confuso neanche con l'altro indumento succinto che è il tanga. Quest'ultimo, a differenza del primo, è formato da un pannello di stoffa sia nella parte anteriore che posteriore. Le natiche sono in parte coperte e i due pannelli di stoffa sono sorretti generalmente da un cordoncino  o da un elastico. Nella lingua italiana si confondono i due termini poiché nei paesi di lingua spagnola con il termine tanga si indica l'indumento che in italiano corrisponde al perizoma mentre nei paesi di lingue anglosassoni e germaniche si fa distinzione tra quello che è il perizoma ("thong" e "string") e il tanga poco sopra descritto. Nella lingua italiana si suggerisce di utilizzare distintamente i termini perizoma e tanga soprattutto per quanto riguarda la moda moderna di biancheria intima.

## Uso, società e aspetti sanitari
Per le ridotte dimensioni e per la tendenza del perizoma a sottolineare alcune parti del corpo, esso è considerato normalmente un indumento particolarmente sexy. In effetti, per le sue caratteristiche di essenzialità, una volta indossato si posiziona nell'incavo tra le natiche lasciandole completamente scoperte mentre la parte dei genitali è appena coperta. Questo può avere una forte valenza erotica per entrambi i sessi, sia per chi lo indossa, sia per chi lo osserva. Inoltre  le parti di stoffa possono stimolare alcune zone erogene come quella anale e perineale. 
Le indagini sulle consumatrici dimostrano che esse scelgono generalmente il perizoma in quanto lo ritengono più valido da un punto di vista estetico, soprattutto quando vengono indossati indumenti attillati. Infatti è più difficile notarlo sotto la gonna o i pantaloni. Alcuni uomini sotto i pantaloni attillati usano il perizoma per lo stesso motivo, soprattutto sotto i pantaloncini aderenti o i legging per lo sport e la palestra.
Alcuni studi clinici effettuati su donne che indossano regolarmente il perizoma hanno evidenziato, specialmente in associazione con filati non naturali (poliestere, poliammide, elastam), una maggior incidenza di patologie infiammatorie e, in qualche caso, di infezioni in zona anale, perianale e pubica rispetto a chi indossa regolarmente uno slip. L'orientamento clinico attuale è pertanto quello di sconsigliarne l'utilizzo quotidiano soprattutto a donne con tendenza individualmente accertata a questo tipo di patologie e a donne in gravidanza o nei periodi mestruale e premestruale.

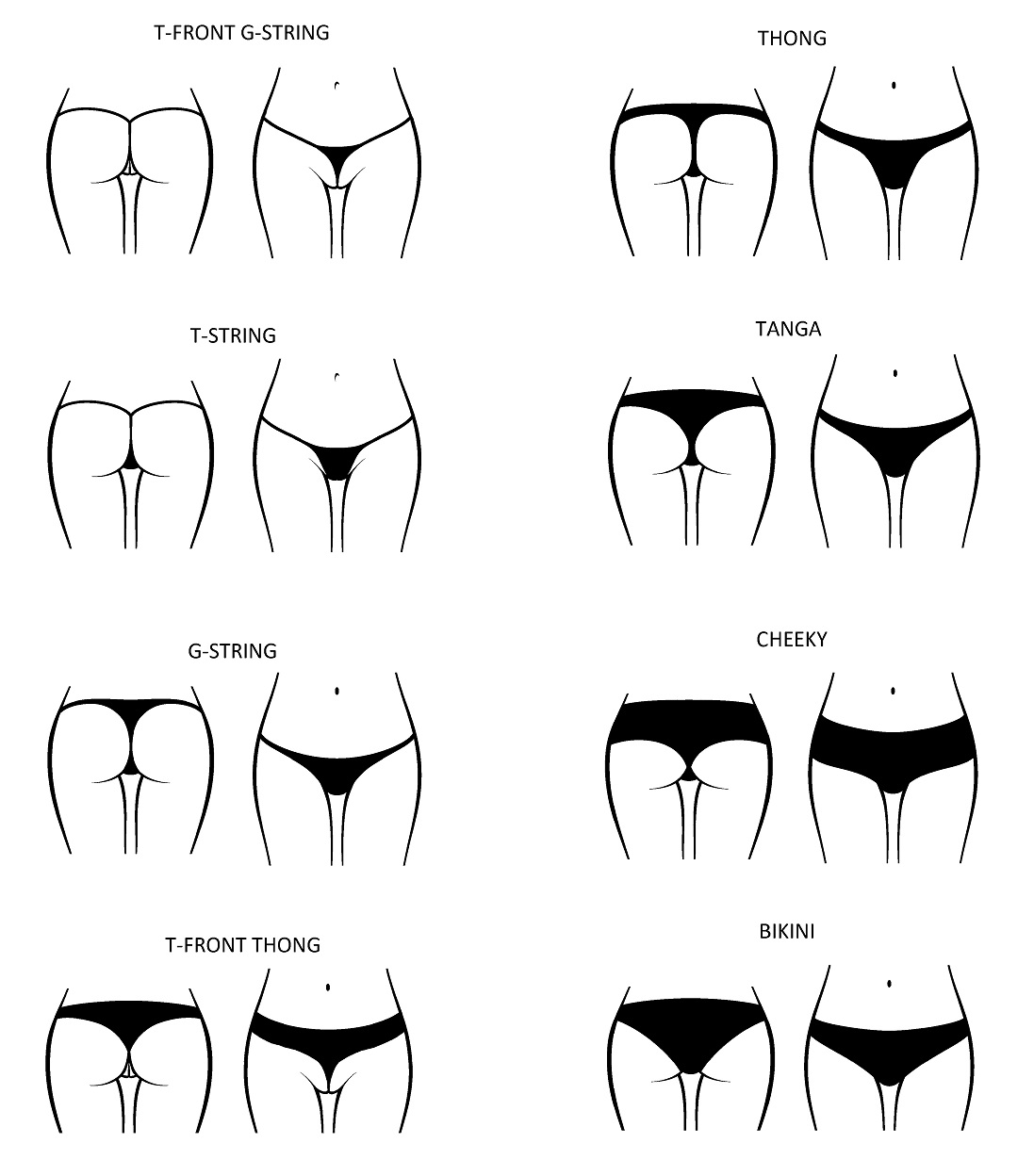
Diverse tipologie di perizoma secondo una nomenclatura in lingua inglese

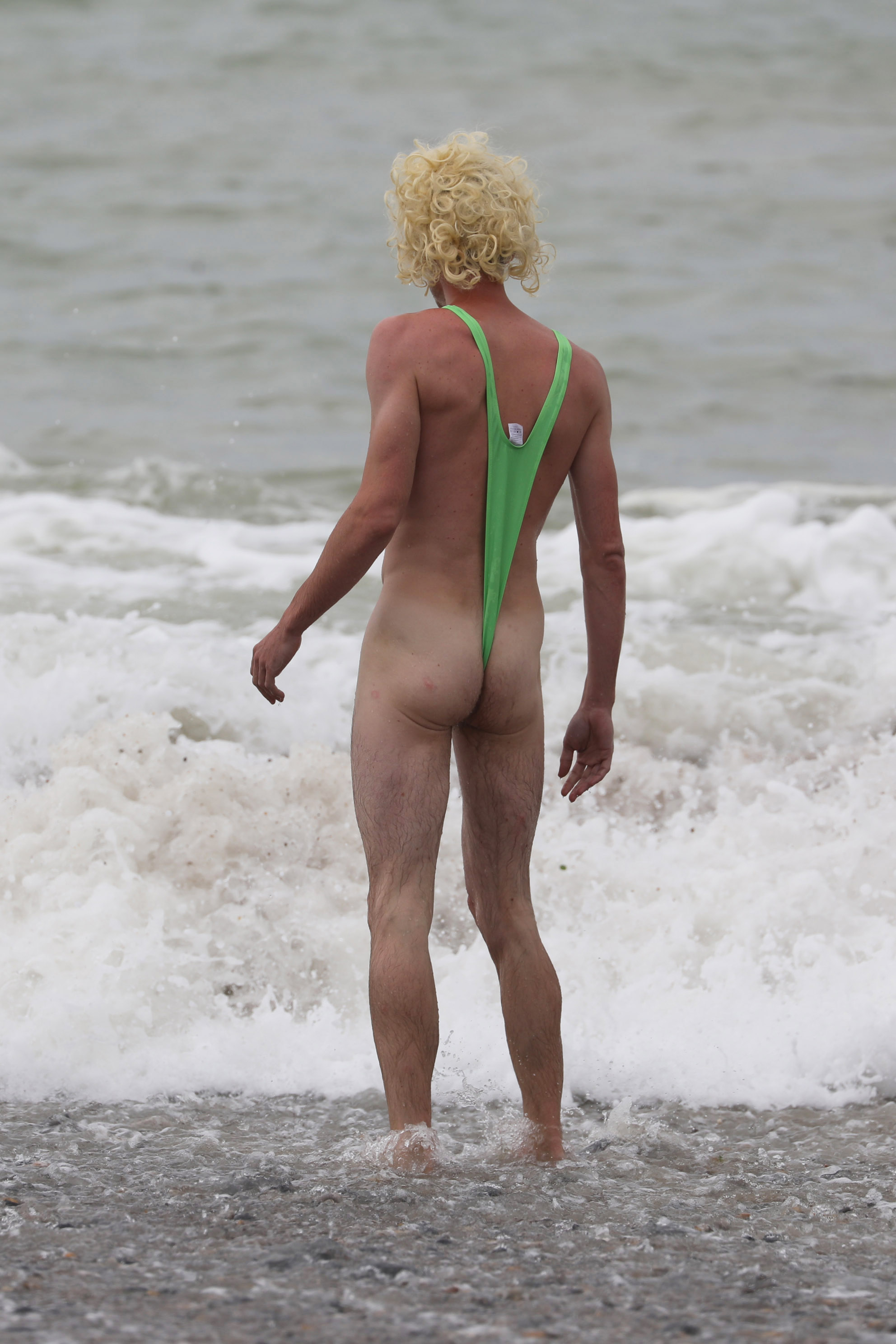
Modello di body perizoma (versione "Suspender")

Nessuno studio di questo tipo condotto su uomini è noto a oggi, sembra comunque che alcuni modelli di perizoma per uomo siano più consoni alle caratteristiche dei genitali maschili in quanto, a differenza degli slip che generalmente tendono a schiacciare e a comprimere la zona genitale, favoriscono la naturale posizione dei genitali stessi e la giusta temperatura per i testicoli idonea per la sopravvivenza degli spermatozoi. In particolare, si tratta dei perizoma con effetto push-up o anche dei modelli che in lingua inglese sono chiamati "thong bulge" o "string bulge" (perizoma con sporgenza) oppure "thong 3D".

## Varianti e indumenti simili
Anche la parte inferiore di costumi da bagno con due pezzi (bikini) può essere strutturata come un perizoma, finalizzato a facilitare un'abbronzatura quasi integrale; l'uso del perizoma per il mare è molto soggetto alle tendenze e ai flussi e reflussi della moda. A differenza di altri Paesi europei in Italia il perizoma per il mare non è ancora molto diffuso, soprattutto tra gli uomini, in quanto legato nell'immaginario di molti alla cultura gay. In realtà il perizoma è usato indistintamente sia dagli eterosessuali che dagli omosessuali. Molte case di moda di costumi da bagno per donna si sono dedicate anche al modello detto brasiliano.
Un altro tipo di perizoma è il "cache sex", esso coincide spesso con il modello che in inglese è chiamato "string", come sopra descritto. Il cache sex è formato da un solo cordoncino ai fianchi, un triangolo ridottissimo davanti appena sufficiente per coprire i genitali e da un altro cordoncino che si congiunge dietro passando attraverso la zona perineale. Il triangolino davanti spesso può avere anche la possibilità di essere regolato in larghezza attraverso una coulisse. Il cache sex è usato ad esempio dai modelli e dalle modelle per le pose di nudo artistico. Il perizoma viene usato anche nella danza, sia per ragioni estetiche (sotto gli indumenti molto aderenti diventa alla vista impercettibile) e sia per proteggere e contenere le parti intime dei danzatori.
Esistono particolari modelli di body, sia per uomo sia per donna, detti body-perizoma che nella parte posteriore sono costruiti come un perizoma. I body-perizoma sono usati sia nella danza che come intimo. Alcune versioni di body-perizoma sono molto ridotte tanto da lasciare completamente liberi i fianchi: dal triangolino dietro si diramano due strisce di stoffa, o due bretelle, che salgono su fino alle spalle per poi ricadere sul petto e riallacciarsi sulla parte davanti. Questo tipo di Body-perizoma viene chiamato anche Suspender e può essere sia da uomo sia da donna, con coppe per il seno incluse o senza. Una variante per uomo è il modello Stola della Manstore: esso è costituito da un unico stretto triangolo che da dietro sale per tutto il centro della schiena fino ad allacciarsi al collo per poi ricadere con una sottile striscia di stoffa al centro del petto fino a coprire la zona genitale. Ultima variante, in senso cronologico, è il modello per uomo che in lingua inglese è definito "one side thong" ovvero "perizoma da un lato", esso lascia completamente libero un fianco poiché gli elastici che passano ai lati dell'inguine si dirigono entrambi verso un solo fianco per poi passare dietro tra le natiche.

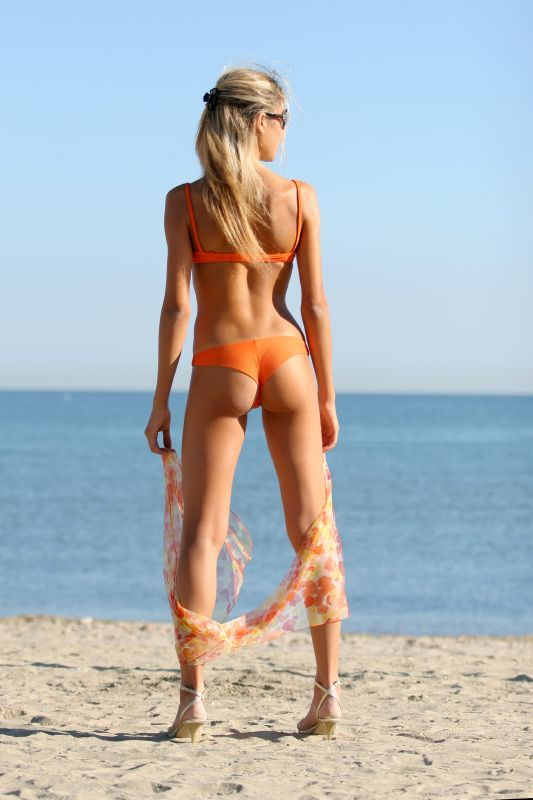
Esempio di indumento definito con il termine "brasiliana".

## Produzione
Quasi tutti i marchi di intimo per donna hanno in catalogo modelli di perizoma. Sempre di più sono i marchi che si dedicano alla produzione di perizoma per uomo, a titolo di esempio possono essere citati i marchi europei: Olaf Benz, Manstore, Wojoer, Oboy, Beachkini (Germania); L'Homme Invisible, Lookme, Hom, PetitQ (Francia); Kiniki (Regno Unito); Eros Veneziani, Emporio Armani (Italia), Addicted, ES collection (Spagna), Modus Vivendi (Grecia), nonché alcuni marchi artigianali che producono su ordinazione: Tendenze (Germania); Jovana Design (Regno Unito); Kriszsartoria (Ungheria). Al di fuori dell'Europa si possono citare i marchi: Gregg Homme, Fireboy (Canada); Andrew Christian, Good Devil, Skinzwear, Cover Male, N2N, Koalaswim, California Muscle (U.S.A.); Joe Snyder (Messico); Arroyman (Cile); Doreanse (Turchia); TM Collection, Bodywear by Innerstyle (Giappone); Iswim (Taiwan); Mategear (Korea); CockSox, Marcuse (Australia) e tra i marchi che producono su ordinazione: Beachndance e Muscleskins (U.S.A.).